# Coenochilus acutipes
Coenochilus acutipes är en skalbaggsart som beskrevs av Gilbert John Arrow 1910. Coenochilus acutipes ingår i släktet Coenochilus och familjen Cetoniidae. Inga underarter finns listade i Catalogue of Life.